# Efecto renta
En microeconomía, se entiende por efecto renta o efecto ingreso a uno de los efectos que provoca la variación del precio de un producto sobre su demanda.

## Introducción
La demanda de un producto depende, entre otros factores, del precio del mismo. Es decir cuando se altera el precio de un producto, se produce un cambio en la cantidad demandada de ese producto. El estudio más profundo de esta influencia ha descompuesto el citado efecto en dos partes diferenciadas. Cuando varía el precio del producto se produce por un lado un cambio en la renta real del sujeto que influye en la demanda y que es estudiada por el denominado efecto renta y por otro lado se produce un encarecimiento o abaratamiento del producto con respecto a los demás que es estudiado por el denominado efecto sustitución
El efecto renta de la variación de un precio es la parte del ajuste de la cantidad demandada que depende de la variación de la renta real.
Es decir, si toda la renta está destinada a adquirir dos bienes asociados (por ejemplo, tomates y manzanas) y disminuye el precio de uno de los bienes (tomates), permaneciendo constante los demás elementos, el consumidor podrá adquirir la misma cantidad de tomates y manzanas que antes de la bajada del precio y le sobrará una cantidad de dinero, se ha provocado por tanto un aumento de su renta real, que no es otra cosa que la capacidad adquisitiva de la que dispone el sujeto.
Este incremento de su renta real lo puede dedicar a la adquisición de más tomates o no, dependiendo de que los tomates se comporten como un bien normal o inferior. Este posible incremento del consumo de tomates provocado porque el sujeto ahora tiene más capacidad adquisitiva es el denominado efecto renta.